# Москва майская
«Москва майская» (инципит «Утро красит нежным светом стены древнего Кремля…») — песня братьев-композиторов Дмитрия и Даниила Покрассов. Написана для двухголосого хора и фортепьяно. Текст к песне сочинил поэт Василий Лебедев-Кумач. Первоначально песня называлась «Москва» и предназначалась для советского документального фильма «Двадцатый май».

## История создания
Песня «Москва майская» была написана в 1937 году к 20-й годовщине установления Советской власти. Песня (тогда она ещё называлась «Москва») состояла из шести куплетов и припева.
На плакате Веры Ливановой, изданном в 1950 году, песня всё ещё называется «Москва» и содержит 6 куплетов и припев.
С течением времени и изменением политической ситуации в стране песня претерпела серьёзные изменения. В 1959 году в текст была внесена корректировка, а именно, из него исчезло упоминание о товарище Сталине. Тогда же песня стала называться «Москва майская». Количество куплетов сократилось. В комплекте открыток «Дорогая моя столица» составителя А. Тищенко, выпущенном издательством «Плакат» в 1985 году, песня напечатана под новым названием и в резко сокращённом варианте.

## Исполнители
Первым исполнителем песни стал Наум Хромченко (он записал её в 1937 году). В песне звучит только первый, пятый куплет и припев.
Дальше песня появилась, как и задумывалось изначально авторами, в дуэтном исполнении — Владимира Бунчикова и Владимира Нечаева. В песне прозвучало три куплета — первый, третий и пятый.
В наиболее близком к своему первоначальному виду песню «Москва» можно услышать только в записи 1959 года. Тогда её опять же дуэтом исполнили Андрей Соколов и Евгений Кибкало. Однако третий куплет с упоминанием имени Сталина отсутствовал.
Позднее песню «Москва майская» исполнял хор Александрова, Большой детский хор Всесоюзного радио и Центрального телевидения, ВИА Голубые гитары, София Ротару и многие другие.
На сегодняшний момент нет старых сохранившихся записей, где песня «Москва» звучала бы в полном объёме. Однако в постсоветское время такая запись появилась.

## Значимость
Едва прозвучав в первой записи, песня «Москва майская» стала необыкновенно популярной и по-настоящему любимой. Позднее служила неотъемлемым атрибутом празднования 1 мая в СССР. Постоянно звучала по радио и считалась визитной карточкой столицы и страны в целом. Строчкой из этой песни назвал свою книгу русский филолог, журналист, историк и краевед Москвы, участник Великой Отечественной войны Юрий Александрович Федосюк. Книга называется «Утро красит нежным светом… Воспоминания о Москве 1920-30-х гг».
После распада СССР в эфире звучит редко, но по-прежнему остаётся атрибутом детских праздников и конкурсов. В частности, обсуждение с детьми истории создания песни «Москва майская» было рекомендовано в работе «Методическая разработка — день открытых дверей — „День города Москвы!“ — музыкальная викторина». Разработка представлена на портале «Социальная сеть работников образования». В Интернете представлена в виде музыкальной поздравительной открытки. Исполняется в караоке-барах, находится в разделе «популярные советские песни».
Иногда звучит в эфире в записи российских артистов. В 2011 году была исполнена сводным хором, состоящим из российских исполнителей и исполнителей из Северной Кореи, которым дирижировал советский и российский композитор, художественный руководитель и главный дирижёр Президентского оркестра РФ Павел Борисович Овсянников.
Стихотворение "Москва майская" проходили и разучивали наизусть в 1-м классе советской средней школы. Часто это происходило в музыкальном сопровождении мелодии песни.